# Las apariencias engañan
Las apariencias engañan és una pel·lícula mexicana de 1983 dirigida per Jaime Humberto Hermosillo i protagonitzada per Gonzalo Vega, Isela Vega i Manuel Ojeda.

## Sinopsi
Rogelio (Gonzalo Vega), un actor de segona que comença la seva carrera, és localitzat a la Ciutat de Mèxic per Sergio (Manuel Ojeda). Sergio contracta els seus serveis d'actor per a viatjar a Aguascalientes i fer-se passar per Adrián, el desaparegut fill de Don Alberto (Ignacio Retes), un ancià gairebé paraplègic que viu prostrat en una cadira de rodes.
Don Alberto és cuidat per Adriana (Isela Vega), una neboda llunyana que un dia va aparèixer sobtadament a la seva casa. Sergio i Adriana són nuvis i té plans de casar-se i realitzar un llarg viatge de lluna de mel. Per a això contracten Rogelio, perquè necessiten que faci companyia Don Alberto en la seva absència i a més li proporcioni una gran felicitat. I és que, segons el relatat per Sergio, Adrián va desaparèixer de la vida del seu pare sent a penes un adolescent. Sergio i Adriana han suportat la situació amb una sèrie de mentides a Don Alberto, incloent un viatge a Espanya, on també van contractar un actor per a suplantar a Adrián.
Rogelio accepta el treball, perquè té severes necessitats econòmiques, a més d'un embolic legal en haver atropellat a un home que es debat entre la vida i la mort.
En arribar a Aguascalientes, Sergio i Adriana reben Rogelio i li donen els últims detalls per a la suplantació. Un inconvenient per al pla és la presència a la casa de Don Alberto de Yolanda (Margarita Isabel), una altra neboda entremetedora que va arribar de Monterrey a passar una temporada amb el seu oncle. Yolanda sospita d'Adriana, a qui no recorda, i complementa a Rogelio la història que breument li va contar Sergio: Don Alberto sempre va sospitar sobre la sexualitat d'Adrián.
En els dies previs al fet que Sergio i Adriana es casin i marxin de viatge, Rogelio comença a relacionar-se molt estretament amb ells, fent costat a Adriana en les empreses de Don Alberto que ella maneja amb gran èxit. Però a poc a poc, Rogelio comença a sentir una forta atracció cap a Adriana. Aquesta atracció és recíproca, però Adriana ho dissimula, en part per fidelitat a Sergio, i en part també per un secret estrany i misteriós que amaga. No obstant això, un dia, Adriana no pot resistir-se i visita Rogelio a la seva habitació, on li practica sexe oral.
El pitjor arriba quan Sergio comença també a manifestar un interès romàntic per Rogelio, al qual intenta seduir a les dutxes d'un club esportiu.
Rogelio revela a Adriana el succeït amb Sergio. Adriana decideix trencar llavors el seu compromís matrimonial amb Sergio. El retorn de la cosina Yolanda al seu natal Monterrey, deixa Adriana i Rogelio sols amb Don Alberto a la seva casona. Tots dos es converteixen en amants, però Adriana es dedica només a estimular sexualment de diverses formes a Rogelio sense tenir contacte genital. Adriana es justifica a tenir la idea d'arribar verge al matrimoni, i malgrat les peticions de Rogelio es nega a continuar tenint sexe amb ell a menys que es casin. Fins i tot intenta convèncer a Rogelio que marxi amb Sergio en un viatge que aquest està a punt de realitzar. I és que Sergio realment s'ha enamorat de Rogelio i està disposat a acceptar lliurement la seva homosexualitat. Però Rogelio ho rebutja.
Adriana demana a Rogelio que torni a la Ciutat de Mèxic, perquè les coses han canviat i ja no necessita dels seus serveis. Però Rogelio es nega. No sols s'ha enamorat d'Adriana, sinó que també li ha pres afecte a Don Alberto. A més, la seva situació legal en la capital del país s'ha complicat. Rogelio comença a actuar de manera cínica en el seu rol d'Adrián per a pressionar a Adriana.
Una nit, Rogelio visita el saló de bellesa de Daniel (Roberto Cobo), perruquer, amic íntim i confident d'Adriana. Allí Rogelio li revela a Daniel saber el secret d'Adriana: Adriana i Adrían són la mateixa persona. Adrián des de nen es va mostrar molt femení. En morir la seva mare, quan ell era adolescent, va desaparèixer misteriosament. Tots van creure que havia partit a radicar i estudiar a l'estranger. però al poc temps va aparèixer Adriana, una cosina llunyana a qui ningú recorda. La condició paraplègica de Don Alberto li va fer, aparentment, caure en l'engany.
Rogelio insisteix a veure a Adriana, a qui ha vist entrar en el saló de bellesa de Daniel. Rogelio descobreix un apartament secret sota el saló i per a la seva sorpresa es troba amb Adriana. Aquesta es despulla davant ell revelant el seu secret: és una dona transgènere. Ella és en realitat Adrián, i encara que ha pres una identitat femenina, encara conserva els seus òrgans sexuals masculins. Adriana accepta tenir sexe amb Rogelio, qui accepta la situació, i fins i tot pren el rol passiu durant la trobada sexual.
La cinta acaba amb Adriana i Rogelio casant-se i marxant a la seva lluna de mel.

## Repartiment
- Isela Vega... Adriana (Adrián)
- Gonzalo Vega... Rogelio
- Manuel Ojeda... Sergio
- Ignacio Retes ... Don Alberto
- Margarita Isabel... Yolanda
- Roberto Cobo... Daniel
- Salvador Pineda... Salvador
- Emma Roldán... Anciana de l'asil
- Arturo Beristáin... Amic d'Adrián
- Tina Romero... Actriu
- Gabriel Retes... Actor
- La Xóchitl ... Ella mateixa

## Comentaris
La pel·lícula va ser filmada en 1978, però a causa del seu contingut, fort i explícit per a l'època va ser censurada i no va poder estrenar-se fins a 1983. És la primera cinta mexicana on s'aborda obertament el tema de la transsexualitat.